# Sergey Grigoryev
Sergey Grigoryev (né le 24 juin 1992) est un athlète kazakh, spécialiste du saut à la perche.
Le 13 mai 2017, il porte son record à 5,65 m à Busan, puis en août 2017, il remporte la médaille d'argent lors de l'Universiade de 2017 à Taipei.
Le 22 avril 2019, avec 5,51 m, il est finaliste lors des Championnats d’Asie à Doha.